# Al Zirkel
Albert Conrad Zirkel, detto Al (Newark, 23 ottobre 1884 – Newark, 3 febbraio 1945), è stato un lottatore statunitense.
Partecipò alle gare di lotta dei pesi leggeri ai Giochi olimpici di Saint Louis 1904, dove vinse la medaglia di bronzo.

## Palmarès
In carriera ha conseguito i seguenti risultati:
- Giochi olimpici

St. Louis 1904: una medaglia di bronzo nella lotta libera categoria pesi leggeri.